# André Lurquin
André Lurquin (Doornik, 27 augustus 1961) is een Belgisch voormalig professioneel wielrenner. Hij reed voor onder meer Lotto. Lurquin werd in 1983 wereldkampioen op de ploegenachtervolging bij de militairen. 
Hij behaalde verder geen overwinningen.

## Belangrijkste overwinningen
1983
- Wereldkampioen ploegenachtervolging, Militairen (met Eric Vanderaerden, Michel Dernies en Eric Lammers)

## Resultaten in voornaamste wedstrijden
| Jaar | Ronde van Italië | Ronde van Frankrijk | Ronde van Spanje |
| ---- | ---------------- | ------------------- | ---------------- |
| 1985 |                  | 123e                |                  |
| 1986 |                  | opgave              |                  |

| Jaar | Gent-Wevelgem | Parijs-Roubaix |
| ---- | ------------- | -------------- |
| 1985 | 73e           |                |
| 1986 |               | 57e            |